# Haworthia maraisii var. meiringii
Haworthia maraisii var. meiringii és una varietat de Haworthia maraisii del gènere Haworthia de la subfamília de les asfodelòidies.

## Descripció
Haworthia maraisii var. meiringii és una planta suculenta perennifòlia. Aquesta varietat té la forma de creixement de H. herbacea, però és una espècie més petita de color verd fosc amb les mateixes flors i temps de floració que H. maraisii. Les fulles són erectes, verdes, àrea terminal poc definida, ambdues superfícies amb tubercles eriçats, marge i quilla amb dents pronunciades.

## Distribució i hàbitat
Aquesta varietat creix a la província sud-africana del Cap Occidental, on es troba a l'est de Bonnieval, i cap a l'oest es transposa a una forma de fulla més rígida amb fulles fines i erectes escabrides que pràcticament coincideix amb la forma típica d'aquesta espècie. Immediatament a l'oest de Bonnieval sembla que es barreja amb H. heidelbergensis en poblacions denses.

## Taxonomia
Haworthia maraisii var. meiringii va ser descrita per M.B.Bayer i publicat a Haworthia Handb.: 134, a l'any 1976.
Etimologia
Haworthia: nom en honor del botànic britànic Adrian Hardy Haworth (1767-1833).
maraisii: epítet en honor del botànic sud-africà Wessel R.B. Marais.
var. meiringii: epítet en honor de P.L. Meiring.
Sinonímia
- Haworthia magnifica var. meiringii (M.B.Bayer) M.B.Bayer, Natl. Cact. Succ. J. 32: 18 (1977).
- Haworthia divergens var. meiringii (M.B.Bayer) M.Hayashi, Haworthia Study 3: 13 (2000).
- Haworthia mirabilis var. meiringii (M.B.Bayer) M.B.Bayer, Haworthia Update 7(4): 35 (2012).
- Haworthia meiringii (M.B.Bayer) Breuer, Alsterworthia Int. 17(2): 9 (2017).[6]